# クオリティ・オブ・ライフ
クオリティ・オブ・ライフ（英: quality of life、略称: QOL）とは、ひとりひとりの人生の内容の質や社会的にみた『生活の質』のことを指し、ある人がどれだけ人間らしい生活や自分らしい生活を送り、人生に幸福を見出しているか、ということを尺度としてとらえる概念である。驚くべきことに、規律性の高い人は長生きする傾向があるが、規律性の低い人よりも生活の質が低くなる可能性がある。
1970年代以降に注目されるようになった概念で、もとは健康関連の概念だったが、それ以外にも拡張されるようになったため、健康に関するQOLは健康関連QOL（HRQOL、Health - related QOL）ということもある。
クオリティ・オブ・ライフは、個人の収入や財産を基に算出される生活水準（英: standard of living）とは分けて考えられるべきものである。
クオリティ・オブ・ライフと対比される概念として、クオリティ・オブ・デス（英: quality of death、略称: QOD『死の質』）がある。

## 健康関連QOL

### 定義
国際的に定義について必ずしも合意が得られているとはいえないが、1947年の世界保健機関（World Health Organization：WHO）の健康憲章から「（略）not merely the absence of disease, but physical, psychological and social well-being（単に疾病がないということではなく、身体的にも精神的にも社会的にも完全に満足のいく状態にあること）」と定義されることが多い。ただし、この部分には1998年に「spirituality（霊的/宗教的/実存的）」という文言が加えられており、その意味については多くの議論がある。
日本では、2000年に旧厚生省大臣官房障害保健福祉部が公表した「障害者・児施設のサービス共通評価基準」の用語解説にある「日常生活や社会生活のあり方を自らの意思で決定し、生活の目標や生活様式を選択できることであり、本人が身体的、精神的、社会的、文化的に満足できる豊かな生活」をQOLとする定義がある。

### QOLの評価法
健康関連の QOL の評価法は、一般的に患者に聞き取るか、評価者自身が評価する。評価項目は、その文化圏で一般的な汎用評価法と、特定の疾患や病態の患者を対象とした疾患特異的評価法、QOL の構成概念の各領域ごとの評価法などがある。

#### 汎用評価法
- WHO Quality of Life 26 (WHOQOL-26)
- Sickness Impact Profile (SIP)
- Nottingham Health Profile (NHP)
- Medical Outcomes Study 36-Item Short Form-36 (SF-36)
- EuroQoL (EQ-5D)
- Patient Generated Index (PGI)

#### 疾患特異的評価法
- European Organization for Research and Treatment of Cancer (EORTC QLQ-C30)
- General [Geriatric] Oral Health Assessment Index (GOHAI)
- Kidney Disease Quality of Life Short Form (KDQOL-SF)

#### 年代別評価法
- COHIP(コーヒップ)  対象年齢8～17歳の 口の状態がQOLに与える影響アンケート 34-Item (SF-19)

#### 日常生活動作
- Barthel Index of Disability (BI)

## QOLと医療

質調整生存年(QALY)。健康度と生存年の二軸で評価される

疾患は病名により医学的に定義されるが、障害もしくは合併症状の生活面の影響は、医学的には充分考慮されていない。
たとえば治療行為に伴い生じた運動・視力・食事・排泄などの障害には、それぞれに何らかの合併症名が与えられるが、障害の程度には総じて「QOL の低下」と表現される。また医学的検査で原因が不明瞭な感覚的障害（痛み、痺れ、倦怠感など）では、課題として軽視する傾向がある。障害（合併症状）の影響は患者の生活にとって重要であり、これを QOL として認識し指標化する医療上の課題がある。
癌などの治療選択や治療評価においては、生存率や縮小率などを指標とする場合が多いが、予後の QOL を考慮していない場合もある。
患者の立場からは、QOL も考慮されることが望ましいが、医療機関や医師、患者本人との価値観の差異などもあり、具体的に言及されることが少ない。最近は、インフォームド・コンセントの普及に伴い QOL の概念が重要視される傾向にある。
疾病の増悪や治療において生じた障害の生活支援として、公的な障害年金制度がある。

## 概念の拡張
本来は健康関連の概念だったが、道路や公園等の環境整備状況に関する市民のQOLも評価が行われるようになった。
QOLは、国家の発展、個人の人権・自由が保障されている度合い、居住の快適さとの関連性も指摘される。
指標として人間開発指数、世界幸福度報告などが提案されている。

### 医療との情報関係
- 予後
- ホスピス
- 緩和医療
- 代替医療
- 支持療法
- ターミナルケア
- 日常生活動作（ADL）
- QOML
- 死ぬ瞬間
- 生命の尊厳
- クオール - クオリティ・オブ・ライフを社名の由来とした調剤薬局を経営する日本の企業

### 労働慣行
- ワーク・ライフ・バランス
- 過労死・過労自殺
- ブラック企業